# 트랜시터

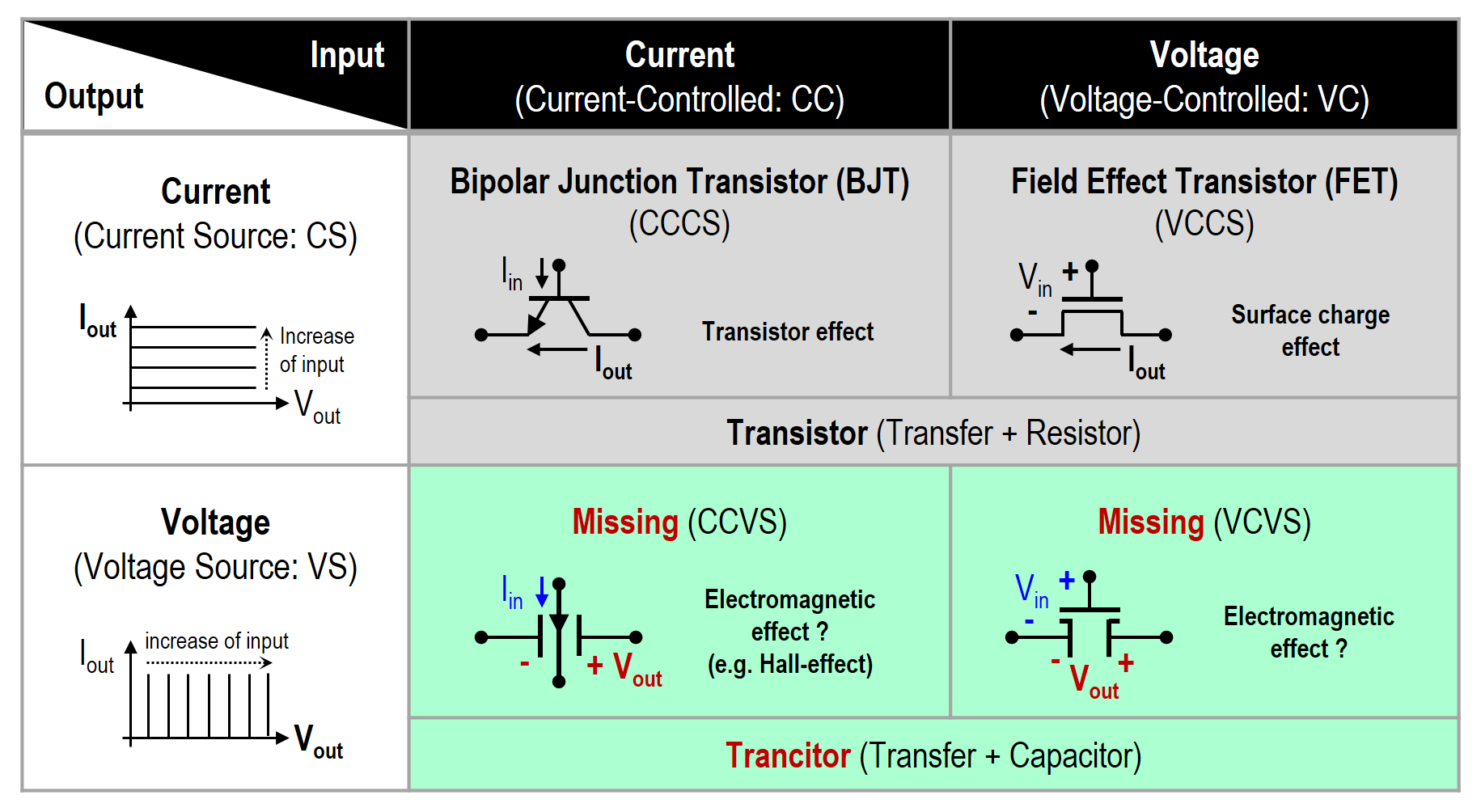
이론적으로 존재해야 하는 총 4가지의 능동소자를 유추한 표.

트랜시터(Trancitor)는 트랜스퍼-커패시터(Transfer-Capacitor)의 줄임말로 트랜스퍼-리지스터(Transfer-Resistor)인 트랜지스터와 구분되는 또 다른 능동소자 종류이며, 반도체 물리학자 이성식 교수에 의해 처음으로 제안되었다. 제시된 표에 나타나 있듯이, 총 4가지의 능동소자가 이론적으로 존재해야 하는데, 트랜시터는 제3, 제4의 능동소자로서 현재까지 찾지 못했다. 반면, 트랜지스터는 크게 양극성 접합 트랜지스터(BJT)와 전계 효과 트랜지스터(FET)의 제1, 제2의 능동소자로 나뉘며 이들은 이미 발명되었다. 출력에서 전류를 나타내는 트랜지스터와 달리(전류원), 트랜시터는 전압신호를 출력에서 나타낸다(전압원)는 차이점이 있으며, 이들은 수학적으로 서로 역함수 관계에 있다.

## 역사
트랜시터(Trancitor)라는 명칭과 그 물리적 개념은 부산대학교 전자공학과 이성식 교수에 의해 최초로 제시되었으며, 이는 미국 코넬대학의 arXiv에 A Missing Active Device — Trancitor for a New Paradigm of Electronics라는 제목의 논문으로 2018년 4월 30일에 발표되면서 알려지게 되었다. 설명을 위한 동영상도 2018년 5월 24일 유튜브를 통해 공개된 바 있다. 이 내용들은 미국 MIT공대가 설립한 테크놀로지 리뷰에 의해 2018년 5월 23일 Another "Missing" Component could Revolutionize Electronics라는 제목으로 최초로 기사화되었다. 이후, 전 세계적으로 인터넷 신문과 단체에 의해 보도되어 오고 있다.

## 같이 보기
- 멤리스터